# Jean-Jacques-Louis Lombard de Buffières
Jean-Jacques-Louis Lombard, baron de Buffières, né le 15 juillet 1800 à Lyon et mort le 25 juillet 1875 à Lyon, est un homme politique français.

## Biographie
Fils du baron Claude Lombard, il devient substitut du procureur général à la cour royale de Lyon. Il fut élu député du 3e collège de l'Isère (Vienne), le 21 juin 1834. Réélu, le 4 novembre 1837, il appartint à la majorité, et fut l'un des 221 qui votèrent, en 1839, pour le ministère Molé. 
Éliminé de la Chambre aux élections générales de cette même année, il redevint député du même collège, le 1er août 1846 ; il continua de soutenir les ministres, et quitta le parlement à la Révolution française de 1848. Il était conseiller général de l' Isère.
Gendre du comte Claude-Philibert Barthelot de Rambuteau, il est le père de Philibert Lombard de Buffières de Rambuteau, préfet et conseiller d'État.

### Sources / bibliographie
- « Jean-Jacques-Louis Lombard de Buffières », dans Adolphe Robert et Gaston Cougny, Dictionnaire des parlementaires français, Edgar Bourloton, 1889-1891 [détail de l’édition]